# Фримар
Фримар (њем. Friemar) општина је у њемачкој савезној држави Тирингија. Једно је од 57 општинских средишта округа Гота. Према процјени из 2010. у општини је живјело 1.131 становника. Посједује регионалну шифру (AGS) 16067022.

## Географски и демографски подаци
Фримар се налази у савезној држави Тирингија у округу Гота. Општина се налази на надморској висини од 285 метара. Површина општине износи 9,4 km². У самом мјесту је, према процјени из 2010. године, живјело 1.131 становника. Просјечна густина становништва износи 121 становника/km².

## Међународна сарадња
| Мјесто | Држава    | Врста сарадње | Од    |
| ------ | --------- | ------------- | ----- |
|        | Француска | партнерство   | 1997. |
| Извор  |           |               |       |